# Paraleptastacus unisetosus
Paraleptastacus unisetosus är en kräftdjursart som beskrevs av Ito 1972. Paraleptastacus unisetosus ingår i släktet Paraleptastacus och familjen Leptastacidae. Inga underarter finns listade i Catalogue of Life.